# Theodor Kirsch (Mediziner)
Theodor Kirsch (* 5. Mai 1912 in Hoffenheim; † 31. Oktober 1997 in Heidelberg) war ein deutscher Mund-, Kiefer- und Gesichtschirurg sowie Hochschullehrer.

## Leben
Theodor Kirsch, der seinen Vater im Ersten Weltkrieg verlor, legte sein Abitur in Sinsheim ab. Er studierte Medizin und Zahnmedizin an den Universitäten Heidelberg und Marburg. Zum 1. Mai 1933 trat er der NSDAP bei. 1936 wurde er zum Dr. med. und Dr. med. dent. promoviert. Im selben Jahr trat er eine Assistentenstelle bei Karl Friedrich Schmidhuber an der Universitäts-Zahnklinik Heidelberg an. Nach Beginn des Zweiten Weltkrieges wurde er  als Truppenarzt an der Ost- sowie Westfront eingesetzt. Theodor Kirsch geriet nach Kriegsende in französische Gefangenschaft, aus der er 1947 entlassen wurde.
Theodor Kirsch erhielt eine Stelle als Gastassistent, nach seiner Facharztanerkennung eine als planmäßiger Assistent an der Heidelberger Zahnklinik. 1953 habilitierte er sich dort für das Fach Zahn-, Mund- und Kieferheilkunde, 1956 wurde er zum Oberarzt, 1958 zum außerplanmäßigen Professor und 1960 zum wissenschaftlichen Rat ernannt. 1964 folgte Kirsch dem Ruf auf die außerordentliche Professur für Kieferchirurgie und Zahnärztliche Chirurgie an die Johannes Gutenberg-Universität Mainz.
Im Jahr 1966 wurde Kirsch in Mainz zum ordentlichen Professor für Zahn-, Mund- und Kieferheilkunde befördert und 1968 in der Nachfolge von Wilhelm Meyer in die gleiche Professur an der Georg-August-Universität Göttingen, die er bis zu seiner Emeritierung 1980 innehatte. Theodor Kirsch heiratete 1940 Johanna Voll, mit der er drei Töchter hatte. Er starb 1997 im Alter von 85 Jahren in Heidelberg.
Sein wissenschaftliches und klinisches Arbeitsgebiet umfasste die Anästhesie in der Zahnmedizin, die kindliche Osteomyelitis, die Zystengenese, die Implantologie sowie den breitgefächerten Bereich der Kieferfrakturen.

## Schriften
- Studien zur Entwicklung des Nervus mandibularis der Gefäßversorgung, der Knochenmarksverhältnisse am foetalen menschlichen Unterkiefer und ihre klinische Auswertung. Barth, 1953.
- Strahlengefährdung und Strahlenschutz in der zahnärztlichen Röntgendiagnostik. Hüthig, 1960.
- Die Begutachtung in der Zahn-, Mund- und Kieferheilkunde unter Berücksichtigung zahnärztlich-praktischer Belange. Hüthig, 1961.
- Strahlengefährdung und -schutz in der zahnärztlichen Praxis. 1962.
- Die Chemotherapie in der Zahn-, Mund- und Kieferkheilkunde (= 2. Norddeutsche Therapiegespräche). 1971, 1972.
- Beiträge zur Fehlentwicklung der Kiefer nach Spaltoperation (= Fortschritte der Kiefer- und Gesichtschirurgie. Band 16–17). 1973.
- Diagnostik und operative Indikationen der odontogenen und rhinogenen Kieferhöhlenerkrankungen. In: Laryngologie–Rhinologie, Otologie. 1973.